# Індекс споживчих цін
Індекс споживчих цін (ІСЦ) характеризує зміни у часі загального рівня цін на товари та послуги, які купує населення для невиробничого споживання. Він є показником зміни вартості фіксованого набору споживчих товарів та послуг у поточному періоді до його вартості у базисному періоді.
ІСЦ є найважливішим показником, який характеризує інфляційні процеси в економіці країни і використовується для вирішення багатьох питань державної політики, аналізу і прогнозу цінових процесів в економіці, перегляду розмірів грошових доходів та мінімальних соціальних гарантій населення, рішення правових спорів, перерахунку показників системи національних рахунків у постійні ціни.

## Методика розрахунку
Побудова ІСЦ складається з таких етапів:
- визначення регіонів та базових підприємств для реєстрації цін (тарифів);
- формування споживчого набору товарів (послуг) — представників;
- визначення порядку збору інформації про ціни і тарифи (період, періодичність, інструментарій);
- визначення формули розрахунків;
- формування бази зважування;
- розрахунок середніх цін та індивідуальних індексів цін.

### Принципи відбору регіонів та базових підприємств для реєстрації цін (тарифів)
Спостереження за змінами цін (тарифів) проводиться в усіх регіонах країни. Інформація про ціни (тарифи) збирається в обласних центрах, містах Києві, Сімферополі, Севастополі та інших адміністративно-територіальних одиницях, які відібрані з урахуванням чисельності міського населення, а також представництва у соціально-економічному і географічному положенні регіонів та фактору насиченості споживчого ринку товарами і послугами.
Відбір базових підприємств здійснюється спеціалістами територіальних органів державної статистики. При цьому до спостереження залучаються підприємства торгівлі та сфери послуг усіх форм власності та ринки, розташовані як у центральних районах адміністративно-територіальної одиниці, так і віддалені від центру та різні за розмірами (великі, середні, дрібні). Для забезпечення репрезентативності базових підприємств використовуються дані статистики торгівлі щодо розподілу роздрібного товарообороту за формами власності та обстеження умов життя домогосподарств щодо грошових витрат на купівлю товарів та отримання платних послуг за місцем придбання. Структура відібраних базових підприємств переглядається щорічно.

### Принципи формування споживчого набору товарів та послуг-представників
Споживчий набір, на основі якого розраховується ІСЦ, є єдиним для усіх регіонів країни, визначається централізовано Держкомстатом України і ґрунтується на структурі витрат домогосподарств.
До його складу, в першу чергу, входять найбільш представницькі та найважливіші для споживання домогосподарств товари та послуги.
Відбір товарів та послуг-представників проводиться таким чином, щоб індекс відображав динаміку цін значно більшого числа товарів та послуг, які купують домогосподарства, ніж тих, що вказані у наборі, оскільки з багатьма близькими видами товарів та послуг відбуваються схожі цінові зміни.
Товари та послуги, що є малоприйнятними з моральної або соціальної точки зору, але користуються значним попитом у населення, також включаються до набору, оскільки вони складають суттєві статті витрат домогосподарств (наприклад, алкогольні напої, тютюнові вироби).
Станом на березень 2024 року набір включає 325 товарів (послуг)-представників.
Визначений централізовано споживчий набір товарів (послуг)-представників залишається незмінним протягом певного часу і є відправним пунктом для відбору конкретних товарів та послуг для реєстрації у регіонах.

### Порядок збору інформації про ціни (тарифи) на споживчі товари (послуги)
Спостереження за динамікою цін ведеться за конкретними видами товарів і послуг.
Конкретні види товарів і послуг відбираються безпосередньо працівниками територіальних органів державної статистики з урахуванням попиту населення на ці товари, присутності їх на споживчому ринку та регулярної наявності у продажу протягом тривалого часу.
Реєстрація цін проводиться щомісячно: в обласних центрах, містах Києві, Сімферополі, Севастополі — з 1 по 25 число;
в інших адміністративно-територіальних одиницях — з 1 по 20 число.
Реєстрація цін одного й того ж товару (послуги) на одному й тому ж підприємстві проводиться у ті ж числа, що і у попередньому місяці. Відхилення може становити не більше 2—3 днів.
Реєструється фактична ціна товару з урахуванням податків, які сплачує населення (ПДВ, акциз та інші непрямі податки).

### Заповнення бланку реєстрації цін (тарифів) на споживчі товари (послуги)
На кожний товар (послугу)–представник заповнюється окремий «Бланк реєстрації цін на споживчі товари та послуги», куди заносяться ціни (тарифи) та докладна характеристика відібраних видів товарів (послуг). Характеристика товару має важливе значення, оскільки дає реєстратору інформацію, на який товар необхідно реєструвати ціни. Якщо вона недостатньо детальна, існує ймовірність реєстрації цін на товари різної якості, що не допускається при розрахунках індексів. Тому характеристика повинна вміщувати повну назву товару, країни та підприємства-виробника, марку, сорт, вид, величину тари тощо.
Бланк складається з двох розділів: розділу А (підприємства (установи) торгівлі, сфери послуг усіх форм власності) і розділу Б (ринки). Ціни на продовольчі і непродовольчі товари, які реалізуються на організованих ринках юридичними особами, включаються у розділ А, фізичними — розділ Б. Ціни (тарифи) на послуги заносяться тільки у розділ А.

### Формула розрахунку індексу споживчих цін
Формула, яка використовується для розрахунку ІСЦ, виводиться з класичної формули Ласпейреса, яка порівнює поточну вартість споживчого набору у досліджуваному періоді (чисельник) з базисною вартістю цього ж набору у базисному періоді (знаменник).
Ця формула є більш універсальною порівняно зі стандартною формулою Ласпейреса, оскільки в ній використовується безперервний ланцюг розрахунків. Розрахунок ІСЦ за квартал, період з початку року тощо визначається «ланцюговим» методом, тобто шляхом множення місячних (квартальних і т. д.) індексів споживчих цін.

### Формування бази зважування
Базою зважування є розрахункова структура споживчих витрат домогосподарств, які проживають у міських поселеннях.
Джерелом інформації про споживчі витрати населення є дані, отримані за результатами обстеження умов життя домогосподарств щодо витрат на придбання споживчих товарів та оплату послуг. Із споживчих витрат населення виключається вартість товарів та послуг, для яких не існує реальної ринкової ціни (особисте споживання сільськогосподарської продукції, виробленої в індивідуальних господарствах). До споживчих витрат населення також не включається прибутковий податок, заощадження, витрати на страхування та внески до пенсійного фонду, витрати на інвестиції. Для визначення питомої ваги окремих товарів (послуг)-представників споживчого набору використовується також додаткова інформація: дані про структуру обсягів послуг, виробництва окремих видів продукції, послуг, а також експертні оцінки.

### Розрахунки середніх цін та індивідуальних індексів цін на регіональному рівні
Розрахунки середніх цін та індивідуальних індексів цін на регіональному рівні складаються з двох етапів.
Перший етап включає розрахунки середніх цін на кожний товар (послугу) у кожній адміністративно-територіальній одиниці за поточний та попередній місяці на основі порівняльних цін, зареєстрованих у підприємствах торгівлі та сфери послуг.
Середні ціни по кожній адміністративно-територіальній одиниці на кожний товар (послугу)-представник та їх індивідуальні індекси передаються до регіональних управлінь статистики.
На другому етапі визначаються середні ціни за попередній та поточний періоди по регіонах на основі середніх цін на кожний товар (послугу)-представник, одержаних від адміністративно-територіальних одиниць, як середньоарифметичні зважені. За базу зважування приймається питома вага середньорічної чисельності наявного міського населення адміністративно-територіальної одиниці, де проводиться реєстрація, у загальній чисельності наявного міського населення регіону.
Індекси цін в регіонах розраховуються шляхом ділення середньої ціни поточного місяця на середню ціну попереднього місяця.
Середні ціни та індивідуальні індекси на кожний товар (послугу) — представник у кожній адміністративно-територіальній одиниці та регіонах за поточний та попередній місяці є базою для розрахунку індексів на товари (послуги)-представники, групи та індексу споживчих цін по регіонах і країні в цілому.